# Route 222 (Terre-Neuve-et-Labrador)
Pour les articles homonymes, voir Route 222.
La route 222 est une route tertiaire de la province de Terre-Neuve-et-Labrador, située dans le sud-est de l'île de Terre-Neuve, sur la péninsule de Burin. Elle est plus précisément située dans le sud de la péninsule, au sud-ouest de Marystown. Elle est une route faiblement empruntée. Route alternative de la route 220, elle mesure 11 kilomètres, est nommée Salt Pond-Winterland Rd., et est une route asphaltée sur l'entièreté de son tracé.

## Tracé
La 222 débute au nord-ouest de Salt Pond, sur la route 220. Elle suit la rive ouest du bras de mer Southwest (Southwest Arm), en se dirigeant vers le nord-ouest. 11 kilomètres au nord-ouest de Salt Pond, elle croise à nouveau la route 220, à Winterland, où elle se termine sur une intersection en T.
La 222 sert de raccourci pour la 220. En effet, la 220 effectuant une boucle, la 222 permet de relier 2 segments de la 220 pour ainsi former un raccourci qui permet de sauver 4 kilomètres, et moins de 5 minutes en temps.

## Attrait
- Winterland Eco-Museum

## Communautés traversées
- Salt Pond
- Winterland